# Tứ tấu dây (Ravel)
Bản tứ tấu đàn dây cung Fa thứ là tác phẩm tứ tấu của nhà soạn nhạc người Pháp Maurice Ravel. Ông sáng tác tác phẩm này vào năm 1903. Tác phẩm được viết theo phong cách cổ điển.